# Cosmopterix astrapias
Cosmopterix astrapias là một loài bướm đêm thuộc họ Cosmopterigidae. Nó được tìm thấy ở Hoa Kỳ (from Massachusetts và northwest Arkansas phía nam đến miền nam Florida, miền nam Texas và miền nam Arizona), Argentina (Salta, Tucumán), Costa Rica, Jamaica, México (Tabasco) và Puerto Rico.
Cánh trước dài 3,5-3,8 mm.
Ấu trùng ăn Ipomoea species, bao gồm Ipomoea neei ở Costa Rica. Chúng ăn lá nơi chúng làm tổ. Con trưởng thành được sưu tập quanh năm.